# Jianhua Zhu
Zhu Jianhua, född den 29 maj 1963, är en kinesisk före detta friidrottare som tävlade under 1980-talet i höjdhopp.
Zhus genombrott kom när han  11 juni 1983 hoppade 2,37 i Peking, vilket var en centimeter högre än Gerd Wessigs världsrekord. Samma år deltog han vid VM i Helsingfors och blev då bronsmedaljör i höjdhopp när han klarade 2,29. 22 september förbättrade han så sitt rekord med ett hopp på 2,38 i Shanghai.
10 juni 1984 efter förbättrade han sitt världsrekord till 2,39 (i Eberstadt), vilket även kom att förbli hans personliga rekord i höjdhopp. Året efter fick han se sitt rekord slaget av Rudolf Povarnitsyn. 
Under 1984 deltog han även vid Olympiska sommarspelen 1984 i Los Angeles där han slutade på en tredje plats med ett hopp på 2,31.
Vid VM 1987 i Rom hoppade han 2,24 i kvalet vilket inte räckte till en plats i finalen. Inte heller vid Olympiska sommarspelen 1988 lyckades han ta sig vidare till finalen. 